# Wuestneia aurea
Wuestneia aurea är en svampart som beskrevs av Auersw. 1869. Wuestneia aurea ingår i släktet Wuestneia, ordningen Diaporthales, klassen Sordariomycetes, divisionen sporsäcksvampar och riket svampar.   Inga underarter finns listade i Catalogue of Life.